# Ustina, Plovdiv
Ustina (în bulgară Устина) este un sat în comuna Rodopi, regiunea Plovdiv,  Bulgaria. 

## Demografie
Componența etnică a satului Ustina
     Turci (28,03%)
     Nicio identificare (16,91%)
     Bulgari (53,21%)
     Romi (1,42%)
     Altele (0,4%)
La recensământul din 2011, populația satului Ustina era de 2.240 locuitori. Din punct de vedere etnic, majoritatea locuitorilor (53,21%) erau bulgari, existând și minorități de turci (28,03%) și romi (1,42%). Pentru 16,91% din locuitori nu este cunoscută apartenența etnică.